# 盧謙
卢谦（1713年—1785年），字撝吉，号蕴斋，山东德州人，清朝官員。
鹽運使卢见曾长子。贡生出身。乾隆二十三年（1758年）援例授刑部陕西司郎中，改湖广司。乾隆二十九年（1764年）升湖北分守武汉黄德道。乾隆三十三年（1768年）坐其父江淮鹽運虧空案入狱，谪军台。乾隆三十六年赐還。歷署祁州知州，升广平府同知。乾隆五十年（1785年）卒，纪昀撰墓志铭。
紀昀长女嫁其子卢荫文。